# Conopogaster
Conopogaster is een kevergeslacht uit de familie van de boktorren (Cerambycidae). De wetenschappelijke naam van het geslacht werd voor het eerst geldig gepubliceerd in 1899 door Fairmaire.

## Soorten
Conopogaster is monotypisch en omvat slechts de volgende soort:
- Conopogaster singularis Fairmaire, 1899